# Casa Maragall (Sant Joan de les Abadesses)
La Casa Maragall és una obra de Sant Joan de les Abadesses (Ripollès) protegida com a Bé Cultural d'Interès Local.

## Descripció
Es tracta d'un edifici entre mitgeres de planta baixa i dos pisos. Destaca el portal dovellat datat l'any 1623. El parament constructiu emprat a la planta baixa són de pedra tosca.
Les obertures són rectangulars i amb llindes. Destaquen els balcons de ferro forjat.

## Història
Era una de les cases d'estiueig de Joan Maragall, el poeta. L'any 1973 es va posar una placa commemorativa conforme aquest fet.